# Houston Rockets 1997-1998
La stagione 1997-98 degli Houston Rockets fu la 31ª nella NBA per la squadra del Texas.
Gli Houston Rockets arrivarono quarti nella Midwest Division della Western Conference con un record di 41-41. Nei play-off persero al primo turno per 3-2 con gli Utah Jazz.

## Roster
| N° | Naz.                   | Ruolo | Sportivo           | Anno | Alt. | Peso |
| -- | ---------------------- | ----- | ------------------ | ---- | ---- | ---- |
| 1  | Stati Uniti (bandiera) | GA    | Rodrick Rhodes     | 1973 | 198  | 102  |
| 4  | Stati Uniti (bandiera) | A     | Charles Barkley    | 1963 | 198  | 114  |
| 8  | Stati Uniti (bandiera) | GA    | Eddie Johnson      | 1959 | 201  | 98   |
| 12 | Stati Uniti (bandiera) | G     | Matt Maloney       | 1971 | 191  | 87   |
| 15 | Stati Uniti (bandiera) | G     | Emanual Davis      | 1968 | 193  | 88   |
| 17 | Stati Uniti (bandiera) | GA    | Mario Elie         | 1963 | 196  | 95   |
| 20 | Stati Uniti (bandiera) | G     | Brent Price        | 1968 | 185  | 75   |
| 22 | Stati Uniti (bandiera) | GA    | Clyde Drexler      | 1962 | 201  | 95   |
| 27 | Stati Uniti (bandiera) | AG    | Charles Jones      | 1957 | 206  | 98   |
| 32 | Stati Uniti (bandiera) | AC    | Othella Harrington | 1974 | 206  | 107  |
| 34 | Stati Uniti (bandiera) | C     | Hakeem Olajuwon    | 1963 | 213  | 116  |
| 41 | Stati Uniti (bandiera) | A     | Joe Stephens       | 1973 | 201  | 95   |
| 42 | Stati Uniti (bandiera) | AC    | Kevin Willis       | 1962 | 213  | 100  |
| 50 | Stati Uniti (bandiera) | A     | Matt Bullard       | 1967 | 208  | 98   |

## Staff tecnico
- Allenatore: Rudy Tomjanovich
- Vice-allenatori: Larry Smith, Bill Berry, Jim Boylen